# ده بزرغ فيروز أباد (سررود الجنوبي)
ده بزرغ فیروز أباد (بالفارسية: ده بزرگ فیروزآباد) هي قرية تقع في إيران في قسم سررود الجنوبي الريفي. يقدر عدد سكانها بـ 427 نسمة بحسب إحصاء 2016.